# Peter Bizer
Peter Bizer (* 26. August 1942 in Wien) ist ein deutscher Journalist und Buchautor.

## Werdegang
Bizer begann 1961 seine journalistische Tätigkeit bei der Südwest Presse in Ulm, war ab 1970 Textchef der Münchner Sportpresseagentur Sven Simon und ging 1975 zum Hamburger Magazin STERN, wo er als Sportchef und später als Moskau-Korrespondent (1982–85) und Autor arbeitete. 1986 startete er, ebenfalls bei Gruner+Jahr, als Chefredakteur das Magazin SPORTS. Nach einem Engagement als Consultant der Frankfurter Bewerbungsgesellschaft für die Olympischen Spiele 2004, die nach der deutschen Wiedervereinigung zugunsten Berlins zurückgezogen wurde, wechselte Bizer für kurze Zeit in die Münchner Chefredaktion der Zeitschrift Bunte. Von 1990 bis 1994 war er verantwortlich für die Öffentlichkeitsarbeit der Deutschen Sport Marketing GmbH (DSM), einer Gesellschaft des Nationalen Olympischen Komitees für Deutschland (NOK). Für die Olympischen Winterspiele 1994 in Lillehammer wurde Bizer zum Sprecher der deutschen Olympiamannschaft berufen. In Atlanta, der Olympiastadt 1996, gründete er eine Service-Agentur für internationale Unternehmen u. a. war er in den Wiederaufbau des Margaret-Mitchell-Hauses durch die Daimler-Benz AG involviert. Für die Dauer der Olympischen Spiele Sydney 2000 charterte er zusammen mit zwei Partner-Agenturen das Kreuzfahrtschiff Deutschland als Gästeschiff des deutschen NOK und internationaler Firmen. 2004 organisierte er im Auftrag der DaimlerChrysler Bank während der Olympischen Spiele von Athen die Installation Eulen nach Athen tragen des Künstlers Ottmar Hörl.
Bizer war seit 1972 bei zwölf Olympischen Spielen als Journalist, Pressesprecher oder Eventmanager dabei. 2014 veröffentlichte er sein zweites Buch über den ehemaligen FC-Bayern-Präsidenten Uli Hoeneß. Er lebt in Hamburg.

## Auszeichnungen
- 1996: Honorary Georgia Citizen

## Publikationen
- mit Sven Simon (Fotos): Rebell am Ball – Günter Netzer. Limpert, Frankfurt 1971.
- Die Fußball WM '74. Heyne, München 1974, ISBN 3-453-00388-8.
- Uli Hoeneß – Der progammierte Weltmeister. Copress, München 1975.
- mit Fritz Pleitgen (Hrsg.): Sowjetunion. Hoffmann & Campe, Hamburg 1984, ISBN 3-455-08761-2.
- Franz Beckenbauer – Meine Freunde, meine Gegner. Nach einer STERN Serie. Rasch und Röhring, Hamburg 1986, ISBN 3-89136-160-2.
- mit Dieter Blum und Wolfgang Behnken: Berliner Philharmoniker. Edition Braus, Heidelberg 2007, ISBN 978-3-89904-274-0.
- Uli Hoeneß – Nachspiel – Mensch, Macher, Mythos. Ellert & Richter, Hamburg 2014, ISBN 978-3-8319-0565-2.
- als Autor, Hrsg.: Das Tor der Tore. Die größten Momente des deutschen Fußballs. Ellert & Richter, Hamburg 2014, ISBN 978-3-8319-0600-0.